# Pamatos uhu
A pamatos uhu (Bubo sumatranus) a madarak osztályának bagolyalakúak (Strigiformes) rendjébe és a bagolyfélék (Strigidae) családjába tartozó faj.

## Rendszerezése
A fajt Stamford Raffles brit ornitológus írta le 1822-ben, a Strix nembe Strix Sumatrana néven. Egyes szervezetek a Ketupa nembe sorolják Ketupa sumatrana néven.

## Alfajai
- Bubo sumatranus sumatranus (Raffles, 1822) - Mianmar déli része, Thaiföld délnyugati része, Malajzia, Szumátra és Bangka
- Bubo sumatranus strepitans (Temminck, 1823) - Jáva és Bali
- Bubo sumatranus tenuifasciatus Mees, 1964 - Borneó [1]

## Előfordulása
Délkelet-Ázsiában, Brunei, Indonézia, Malajzia, Mianmar, Thaiföld és Szingapúr területén honos. Természetes élőhelyei a szubtrópusi vagy trópusi síkvidéki esőerdők, valamint ültetvények és vidéki kertek. Állandó, nem vonuló faj.

## Megjelenése
Testhossza 46 centiméter. Mellkasa és hasa fehér barna csíkokkal. A mellkasa mindig sötétebb mint a hasa. Lábai tollasak, szeme sötétbarna.
|  |

## Életmódja
Egyedül vagy párban figyelhető meg magas lombozatban, gyakran ül közel a fa törzséhez. Tápláléka nagyobb rovarokból, madarakból, kisemlősökből és hüllőkből áll.

## Szaporodása
A pamatos uhu egy életre választ párt. A fészekalja 1 tojásból áll. A szaporodási időszaka a helyszíntől függ.

## Természetvédelmi helyzete
Az elterjedési területe rendkívül nagy, egyedszáma pedig stabil. A Természetvédelmi Világszövetség Vörös listáján nem fenyegetett fajként szerepel.